# Tewkesbury
Tewkesbury är en stad och civil parish i distriktet Tewkesbury i Gloucestershire i västra England. Orten har 9 978 invånare (2001). Staden nämndes i den så kallade Domedagsboken år 1086, och kallades då Tedechesberie / Teodechesberie / Teodeckesberie. Staden är även känd för slaget vid Tewkesbury 1471, som avslutade en fas i Rosornas krig.